# Plethodon grobmani
Plethodon grobmani är en groddjursart som beskrevs av Allen och Neill 1949. Plethodon grobmani ingår i släktet Plethodon och familjen lunglösa salamandrar. Inga underarter finns listade i Catalogue of Life.